# Zastava Mauricijusa
Zastava Mauricijusa usvojena je 12. ožujka 1968.
Sastoji se od vodoravno raspoređenih boja crvene, plave, žute i zelene. Civilna zastava je crvena, a predsjednička plava s amblemom državne zastave i mauricijskim grbom. Mornarska se sastoji od crvene, bijele i plave boje. Crvena predstavlja borbu za neovisnost, plava Indijski ocean, žuta neovisnost, a zelena poljoprivredu.

## Vanjske poveznice
- Flags of the World